# Arturs Krišjānis Kariņš
Arturs Krišjānis Kariņš (Wilmington (Delaware), 13 december 1964) is een Amerikaans-Lets politicus. Tussen 2019 en 2023 was hij de 23ste premier van Letland. Aansluitend was hij nog tot april 2024 minister van Buitenlandse Zaken in de Letse regering.

## Levensloop

### Vroege jaren
Kariņš werd op 13 december 1964 geboren in Wilmington (Delaware). Hij is de zoon van Letse ouders die in 1944 vluchtten voor de bezetting van Letland door de Sovjet-Unie en elkaar ontmoetten in Zweden, om vervolgens naar de Verenigde Staten van Amerika te verhuizen. Kariņš studeerde in 1988 af in taal- en letterkunde aan de Universiteit van Pennsylvania. In 1996 promoveerde hij in dit vakgebied. In die periode vertrok hij naar Letland, waar hij tot 2002 leidinggevende van een bedrijf - gespecialiseerd in de productie van diepvriesproducten - was.

### Politieke carrière
In oktober 2002 richtte Kariņš samen met gelijkgestemden de politieke partij Nieuw Tijdperk Partij op. Hij was van 2002 tot 2008 afwisselend de partijvoorzitter en bestuurslid van deze partij. In datzelfde jaar werd de partij verkozen in de Saeima, het Letse parlement. Van 2004 tot 2006 was hij minister van Economische Zaken van Letland onder premier Aigars Kalvītis.
In 2009 en 2014 werd Kariņš verkozen tot lid van het Europees Parlement. Daar was hij lid van de EVP-fractie, alsmede lid van de raad van bestuur.
In 2011 fuseerde de Nieuw Tijdperk Partij met de Burgerunie (PS) en de Vereniging voor Politieke Verandering (SCP) tot de nieuwe partij Eenheid. Kariņš was namens deze partij premierskandidaat tijdens de parlementsverkiezingen van 2018. Hoewel de partij een flink verlies leed, lukte het de andere partijen niet om een stabiele coalitieregering te vormen. Daarom werd Kariņš uiteindelijk met deze taak belast, en met succes. Op 23 januari 2019 werd hij benoemd tot premier van Letland. Kariņš beloofde onder andere dat zijn regering "evolutionair, niet revolutionair" zou zijn. Hij kondigde een ‘zevenpuntenprogramma’ aan dat prioriteit gaf aan de hervorming van de financiële sector, het implementeren van anticorruptiemaatregelen, het voortzetten van de onderwijshervormingen van de regering van Māris Kučinskis, het verbeteren van de gezondheidszorgsysteem, het afschaffen van de controversiële subsidie voor groene energie, het verminderen van het aantal administratieve afdelingen en het aanpakken van "demografische problemen".
Bij de parlementsverkiezingen van 2022 leidde Kariņš zijn Eenheidspartij naar een klinkende overwinning, waarna hij in december van dat jaar zijn tweede kabinet presenteerde. Naast zijn premierschap bekleedde Kariņš vanaf juli 2023 ook het ministerschap van Buitenlandse Zaken, een functie die hij overnam van Edgars Rinkēvičs, die tot president van Letland was verkozen. In augustus 2023 kwam het kabinet ten val nadat Kariņš binnen de coalitieregering geen steun had gevonden voor een kabinetsherschikking. Hij kondigde hierop zijn aftreden aan. In september 2023 schoof zijn partij Evika Siliņa naar voren als nieuwe premier. Kariņš bleef echter wel aan als minister van Buitenlandse Zaken.
In maart 2024 startte het Letse Openbaar Ministerie een onderzoek naar de buitenlandse privévluchten die Kariņš tijdens zijn premierschap had gemaakt. Deze bleken gefinancierd te zijn met belastinggeld. Als gevolg van dit schandaal legde Kariņš op 10 april 2024 zijn ministerschap neer.

### Persoonlijk
Kariņš is gehuwd met arts Anda Kariņa. Het paar heeft vier kinderen.
Naast Lets en Engels spreekt hij vloeiend Duits en Frans en een beetje Russisch.
- CiNii: DA11065802
- Gemeinsame Normdatei: 1176082655
- Nationale Bibliotheek van Letland: 000198082
- Virtual International Authority File: 306294875
- WorldCat: E39PBJjCRpggMYwyJR6jx6PRKd